# Sigave
Sigave (ou Leava) é a única cidade da Ilha Futuna, em Wallis e Futuna.